# Franclinský rybník
Franclinský rybník je rybník o rozloze vodní plochy asi 2,2 ha, zhruba obdélníkového tvaru o rozměrech asi 120 × 40 m, nalézající se na potoce Lodrantka asi 0,6 km severovýchodně od obce Franclina v okrese Pardubice. Zakreslen je již na mapovém listě č. 130 z prvního vojenského mapování z let 1764–1768. 
Rybník je využíván pro chov ryb.

## Galerie

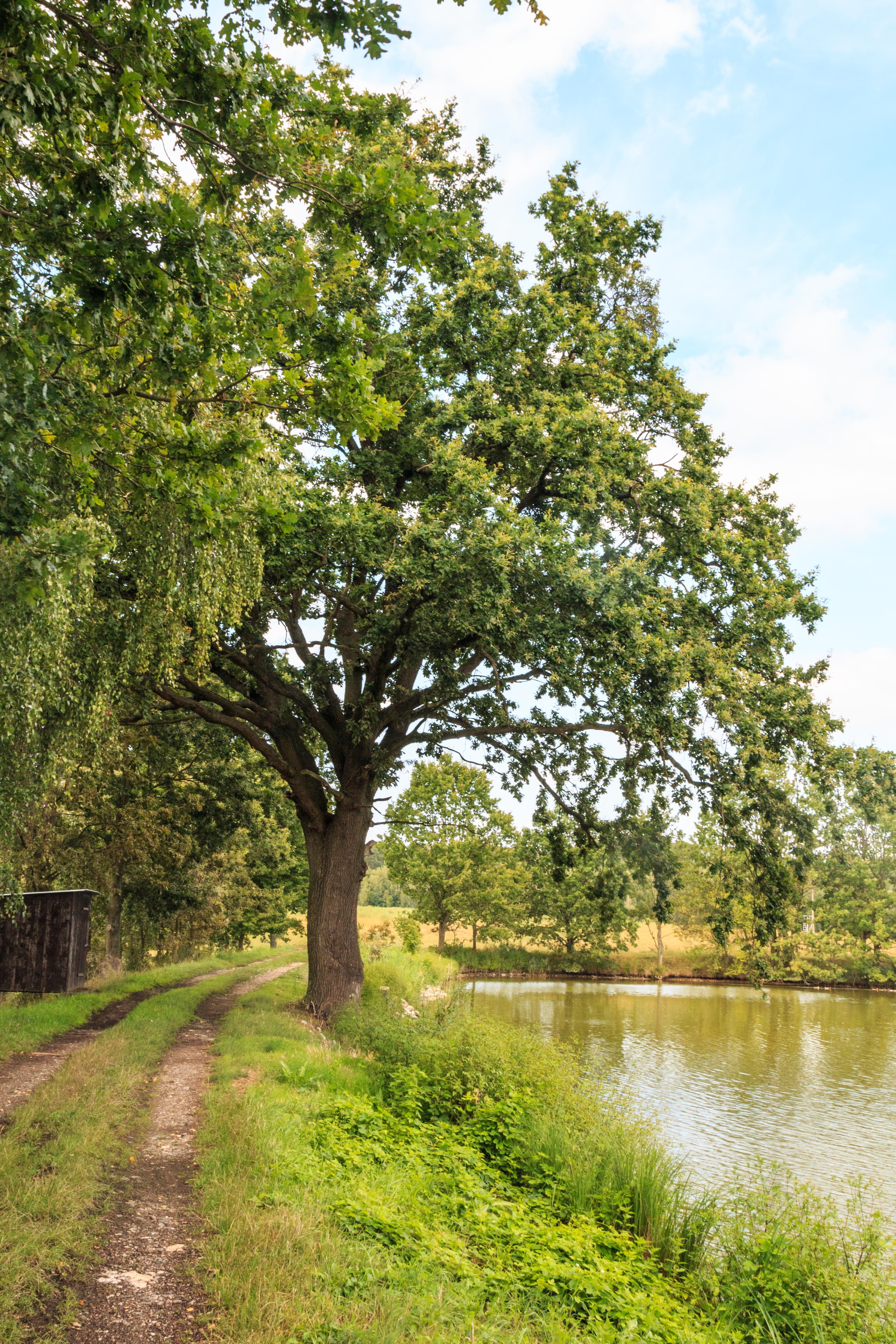
Pohled na Franclinský rybník
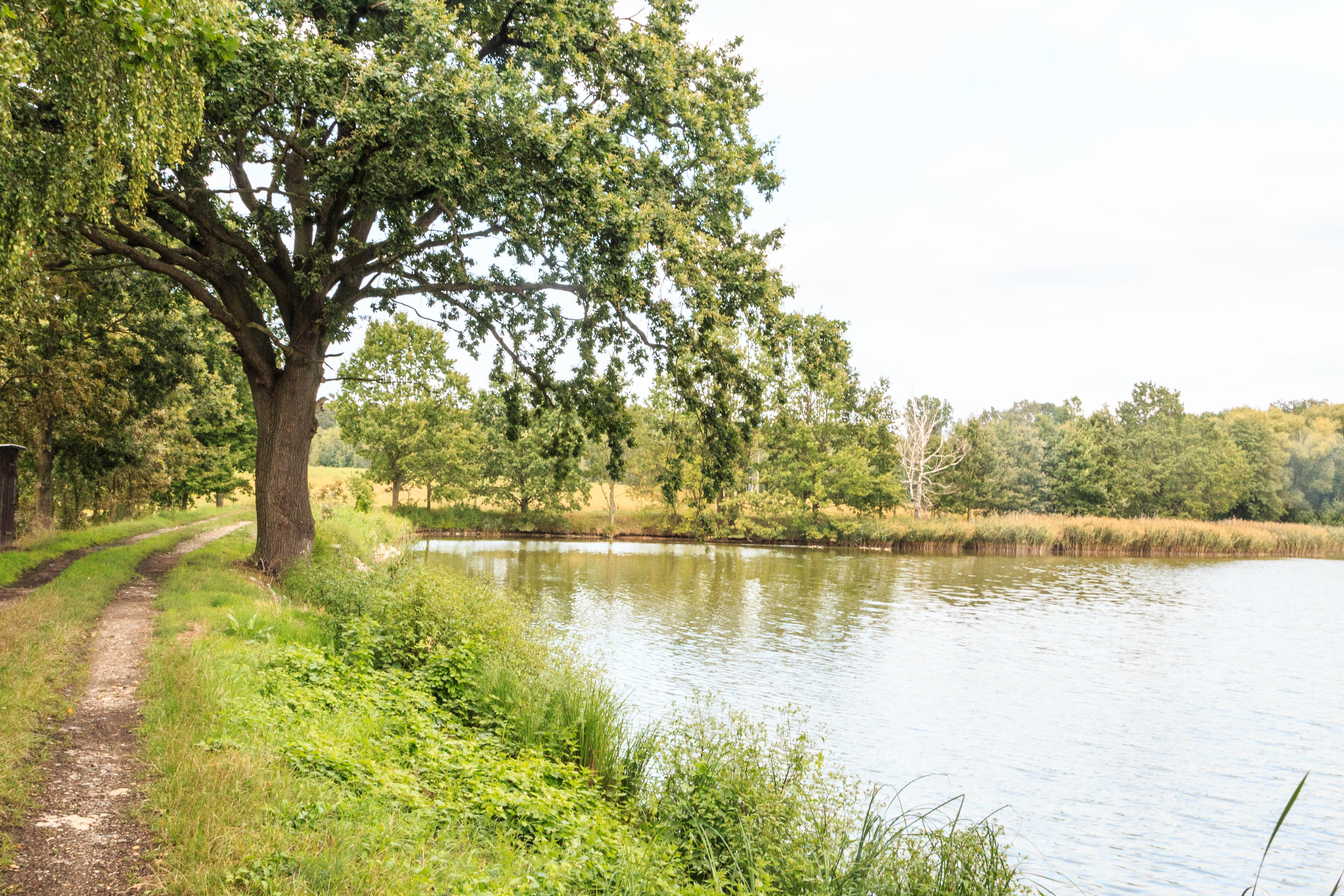
Pohled na Franclinský rybník
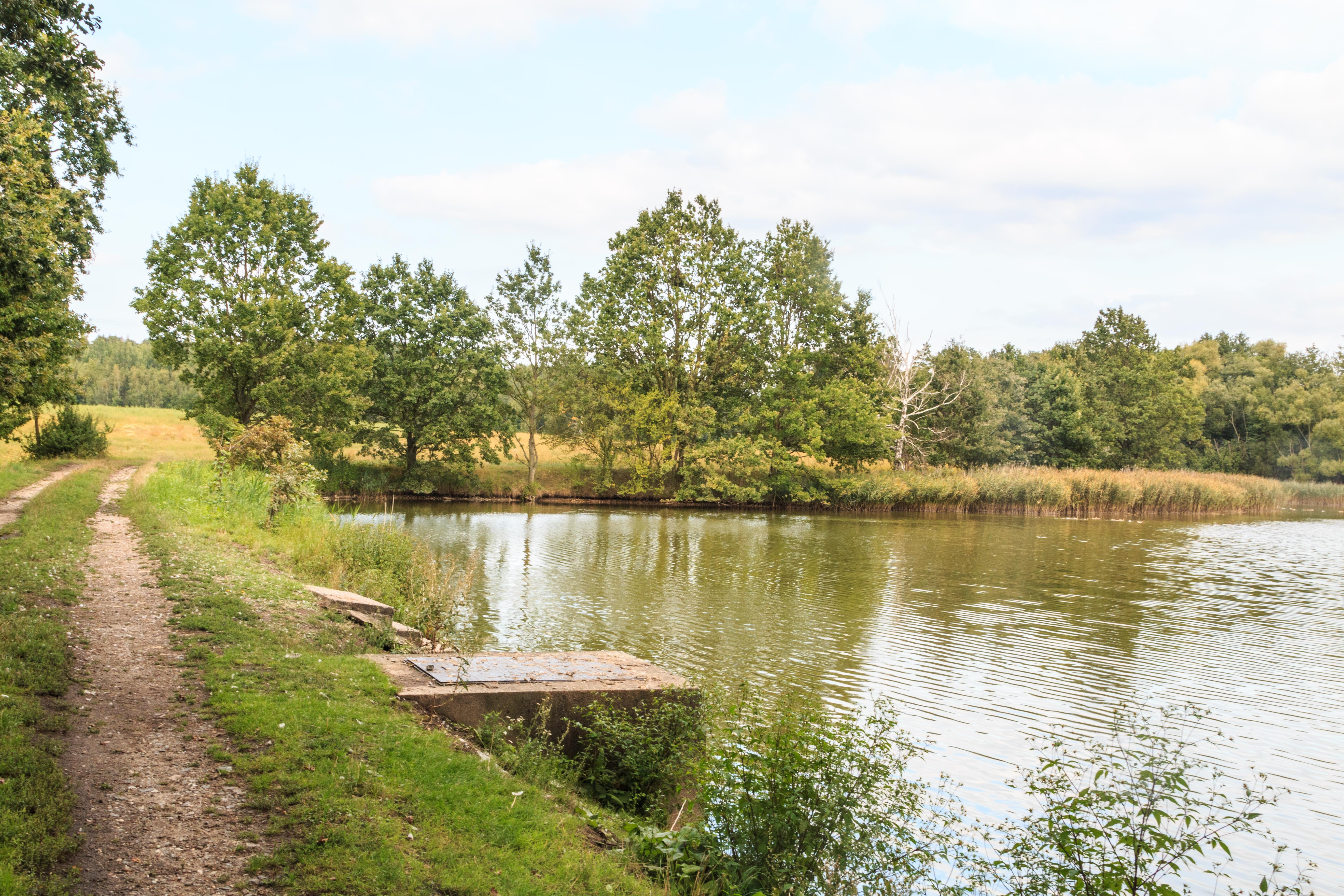
Pohled na Franclinský rybník
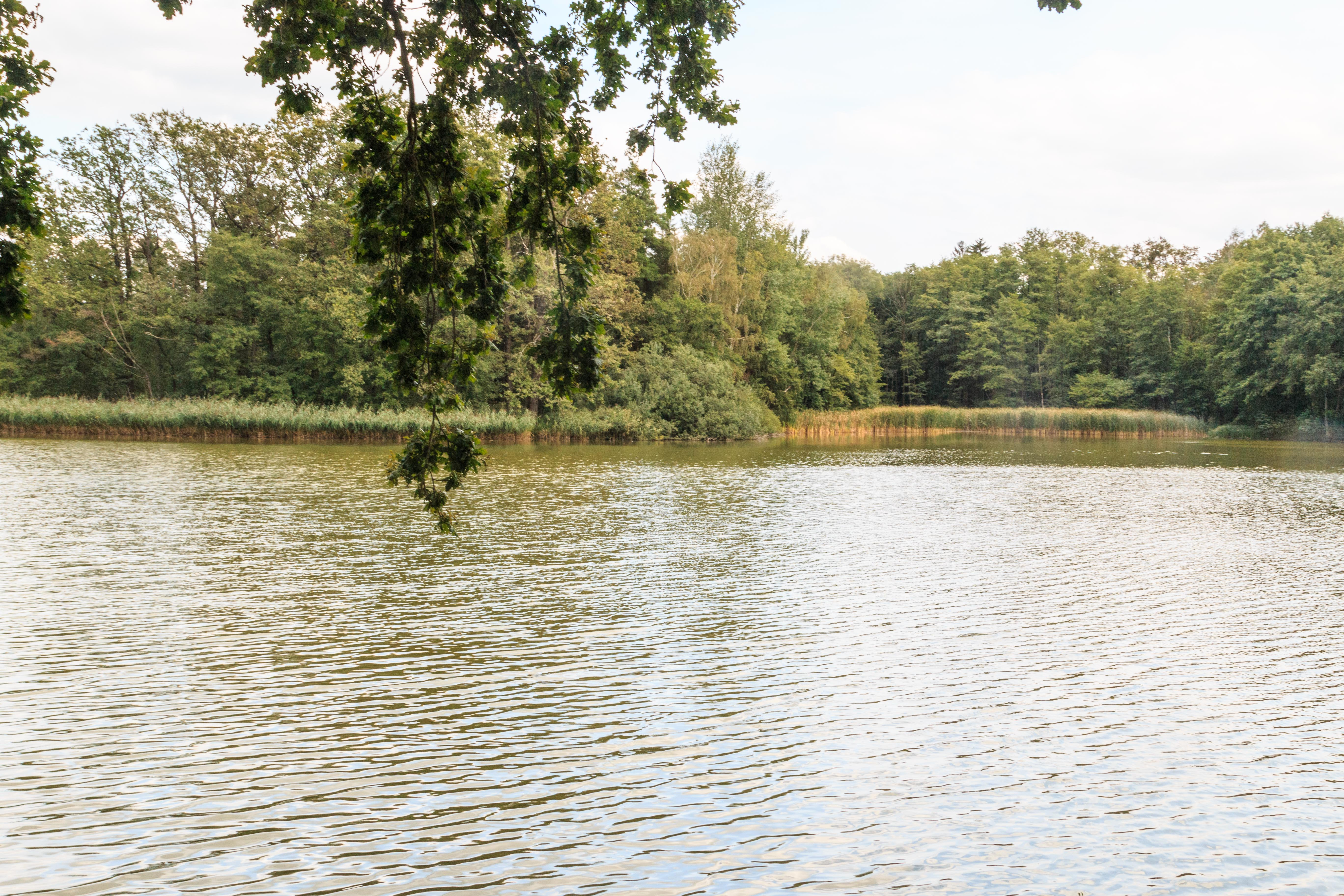
Pohled na Franclinský rybník
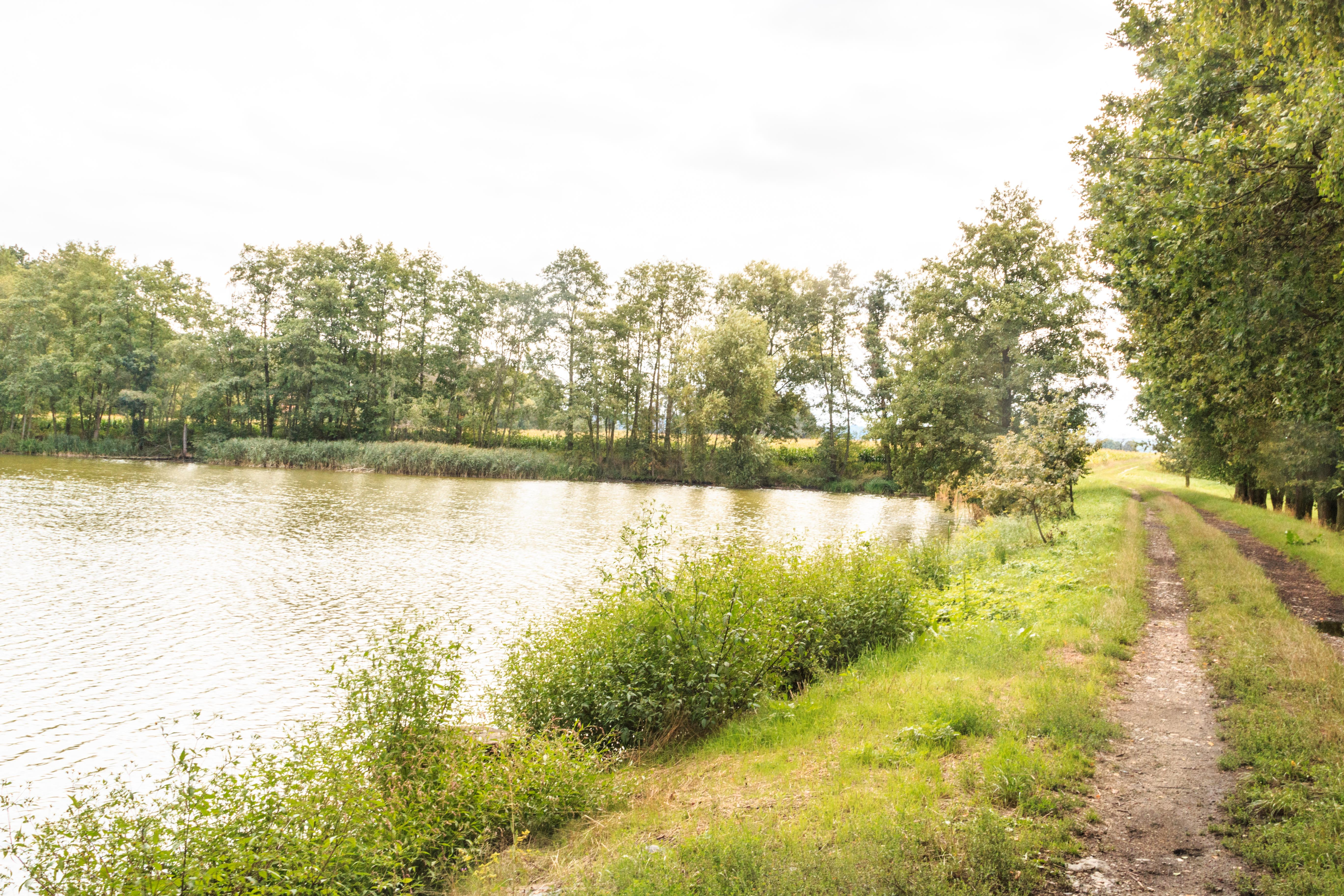
Pohled na Franclinský rybník